# Osvaldo Mura
Osvaldo Luis Mura (Sarandí, 14 de marzo de 1942) es un exfutbolista argentino, que jugaba de mediocampista o media punta.
Es uno de los mayores ídolos de la historia  Independiente, donde jugó 153 partidos entre 1962 y 1968 convirtiendo 12 goles.
Ganó las copas Libertadores de 1964 y 1965, y los torneos locales de 1963 y 1967. Fue un volante derecho con personalidad, movilidad y buena gambeta corta.

## Biografía
Comenzó su carrera en Independiente en 1956 y llegó a la Primera División con varios compañeros suyos de las inferiores. En la fecha 25 se renovó la delantera casi totalmente con Bernao, Mura, Canigliaro, Néstor Rambert y D'Ascenzo. Y quedó vinculado a una buena etapa del club, la de las primeras conquistas de la Libertadores (en 1964 y 1965) y los Nacionales de 1963 y 1967.
Se desplazaba con gran movilidad de área a área con su gambeta corta. Su pequeña figura no lo atemorizaba para poner la pierna muy firme en las trabadas, llevado por su personalidad dominante, ganadora. Según El Gráfico de 1970, Mura personificó al jugador argentino de la vieja guardia amateur, aguerrido y persitente en la lucha y creación del balón. 
Veloz y ágil, fue fundamental en la conquista de las dos primeras Libertadores del club, que también fueran las primeras de un equipo argentino. Fue decisivo especialmente en la segunda de ellas, contra el favorito Peñarol, que precisó ser decidida en un país neutral (Chile) después que la serie diera una victoria para cada uno. Mura no marcó muchos goles en su carrera, ya que era volante, pero hubo uno en este partido que lo aplaudió todo el Estadio Nacional de Santiago de Chile. Liquidó el partido al decretar 4 a 1 en el marcador, en un hermoso gol en esa recordada final con Peñarol. Se llevó la pelota desde mitad de cancha, eludió a cuatro aurinegros antes de gambetear al arquero Ladislao Mazurkiewicz  y la metió en las redes desde una posición difícil por el ángulo cerrado, antes que un defensor rival consiguiese bloquear la trayectoria de la pelota.
Dejó el club después de su segundo título argentino, en 1967 (ya había sido campeón también en 1963), yendo a jugar al Club Atlético Atlanta como parte del pago por Miguel Ángel Raimondo.
Finalizó su carrera en Millonarios de Colombia, donde jugó 2 años.
Luego de su retiro se dedicó a trabajar en divisiones inferiores, entre ellas la de Independiente.

## Clubes
| Club          | País      | Año       |
| ------------- | --------- | --------- |
| Independiente | Argentina | 1962-1968 |
| Atlanta       | Argentina | 1969      |
| Millonarios   | Colombia  | 1970-1971 |

## Palmarés

### Títulos nacionales
| Título           | Club          | País      | Año  |
| ---------------- | ------------- | --------- | ---- |
| Primera División | Independiente | Argentina | 1960 |
| Primera División | Independiente | Argentina | 1963 |
| Torneo Nacional  | Independiente | Argentina | 1967 |

### Títulos internacionales
| Título            | Equipo        | Sede         | Año  |
| ----------------- | ------------- | ------------ | ---- |
| Copa Libertadores | Independiente | Buenos Aires | 1964 |
| Copa Libertadores | Independiente | Santiago     | 1965 |